# Parade (Plastic Tree)
Parade (Parade?) è il terzo album della rock band visual kei giapponese Plastic Tree. È stato pubblicato il 23 agosto 2000 dalla Warner Music Japan ed è l'album più venduto dal gruppo: ha raggiunto la 19ª posizione nella classifica ufficiale giapponese Oricon dove è rimasto per due settimane.
Esistono due edizioni dell'album: una normale con custodia jewel case, ed una speciale in edizione limitata contenuta in un cofanetto parzialmente serigrafato e lucido e con allegato un libretto fotografico.

## Tracce
Tutti i brani sono testo di Ryūtarō Arimura e musica di Tadashi Hasegawa, tranne dove indicato.

Dopo il titolo è indicata fra parentesi "()" la grafia originale del titolo.
1. Ether (エーテル?) - 4:15
2. Rocket (ロケット?) - 4:42
3. Slide. (Ver. 2.0) (スライド. (Ver.2.0)?) - 4:08
4. Shōjo kyōsō (少女狂想?) - 3:54
5. Veranda. (Ver. 1.0) (ベランダ. (Ver.1.0)?) - 3:49
6. Kūhaku no hi (空白の日?) - 5:39 (Ryutaro Arimura)
7. Jūjiro (十字路?) - 3:23 (Ryutaro Arimura)
8. Tremolo (Ver. 2.0) (トレモロ (Ver.2.0)?) - 4:56 (Ryutaro Arimura)
9. Suimin'yaku (睡眠薬?) - 4:44
10. bloom (bloom?) - 4:04 (Tadashi Hasegawa - Akira Nakayama)
11. Sink (Ver. 2.0) (Sink (Ver.2.0)?) - 5:00
12. Soshite parade wa tsuzuku (そしてパレードは続く?) - 5:19

## Singoli
- 10/03/1999 – Tremolo
- 25/08/1999 – Sink
- 19/04/2000 – Slide.
- 12/07/2000 – Rocket

## Formazione
- Ryūtarō Arimura – voce e seconda chitarra
- Akira Nakayama – chitarra e cori
- Tadashi Hasegawa – basso e cori
- TAKASHI – batteria